# Dewesoft
Dewesoft je slovensko multinacionalno podjetje v zasebni lasti, ki se ukvarja z zbiranjem podatkov in ponujanjem merilnih instrumentov. Inženirsko, elektronsko in programersko podjetje ima svoj sedež v Trbovljah. Dewesoft zaposluje več kot 300 ljudi po vsem svetu.

## Zgodovina

### Leta 2000–2010
Dewesoft so 28. decembra 2000 ustanovili Jure Knez, Andrej Orožen, Franz Degen in Herbert Wernigg v Trbovljah, Sloveniji. Podjetje je postalo strateški partner in ponudnik programske opreme za pridobivanje podatkov podjetja Dewetron. To je imelo svoj sedež v Avstriji. Jure Knez in Andrej Orožen sta v Dewesoftu prevzela vodstveni položaj. Leta 2001, je podjetje prvič izdalo programsko opremo za zbiranje podatkov. Poimenovali so jo Dewesoft 5.0. Opremo so prodajali na trgih ZDA in Azije. Leta 2002 so jo patentirali v patentnem uradu ZDA in EU. Leta 2003 je podjetje izdalo novo programsko opremo za zbiranje podatkov imenovano Dewesoft 6.0, ki je vsebovalo bistvene značilnosti za pridobivanje podatkov na področjih avtomobilstva, telemetrije, merjenja moči in analize moči. Istega leta je podjetje prejelo certifikat za podjetniško odličnost s strani časopisa Finance v Sloveniji. 2003 je bilo prav tako pomembno leto za podjetje, saj je Dewesoft igral ključno vlogo pri menjavi starih snemalnikov papirja v NASINEM vesoljskem centru Kennedy. Ti so bili zamenjani z modelom DEWE-4000, ki ga je proizvajal Dewetron, temeljil pa je na programski opremi za pridobivanje podatkov Dewesoft 6, ki ga je izdelalo podjetje Dewesoft. Pri celotnem procesu zamenjave so sodelovali tudi inženirji Dewesofta, ki so takrat sodelovali z NASO. Razvili so tudi digitalne vmesnike za neposredno sprejemanje digitalnih telemetrijskih podatkov, ki se uporablja še danes. Leta 2007 se je vodstvo Dewesofta odločilo spremeniti lastniško strukturo podjetja. 2% delnic so prejeli inženirji za razvoj programske opreme. Franz Degen in Herbert Wernigg sta leta 2008 zapustila podjetje Dewetron. Istega leta pa je Dewesoft razvil svojo prvo strojno opremo za zbiranje podatkov z imenom DEWE-43. Izdelek je danes še vedno priljubljen, kljub številnim revizijam. Točno ta instrument je kasneje prejel nagrado Produkt leta, ki ga je podelila NASA-ina revija Tech Briefs. Istega leta sta Knez in Orožen prejela nagrado za slovenskega podjetnika leta. Podjetje je izdalo novi produkt, imenovan MINITAUR, ki je kombinacija strojne opreme DEWE-43 ima pa vgrajen tudi računalnik in SSD disk. Leta 2009 je Dewesoft odprl svojo spletno trgovino za prodajo lastnih merilnih instrumentov, odprli pa so tudi svoje prve mednarodne pisarne za neposredno prodajo in podporo Dewesofta iz Avstrije in Hong Konga . Istega leta je revija NASA Tech Briefs podelila nagrado instrumentu DEWE-43 za instrument leta. Dewesoft je prav tako predstavil svojo novo posodobljeno programsko opremo za zbiranje podatkov z imenom Dewesoft 7.0. Šlo je za veliko posodobitev, kjer so popolnoma spremenili grafični uporabniški vmesnik in programu dodali nove funkcije.

### Leta 2010–2020
Leta 2010 so predstavili nov sistem za pridobivanje podatkov imenovan SIRIUS. Inovacije tega izdelka je, da se je sistem lahko povezal z računalnikom prek USB-ja in / ali EtherCAT-a. Ta izdelek je bil prvi merilni instrument, ki se je na trgu prodajal pod blagovno znamko Dewesoft. Istega leta so predstavili tudi SBOX SSD in odprli pisarno za direktno prodajo in podporo v Singapurju. Podjetje je leta 2011 praznovalo 10. obletnico s prvo mednarodno Dewesoftovo merilno konferenco, ki so jo gostili v Trbovljah. 2012 je za podjetje predstavljal velik preboj, saj so predstavili nov programski paket za pridobivanje podatkov imenovan Dewesoft X. Podjetje je s to programsko opremo prvič popolnoma opustilo podporo tuje strojne opreme za pridobivanje podatkov. Vse stranke, ki so kupile Dewesoftove merilne instrumente so prejele brezplačno programsko opremo Dewesoft X s prav tako dosmrtnimi brezplačnimi nadgradnjami. Istega leta je slovenski časopis Dnevnik podjetje nagradil z zlato gazelo, ki je nagrada za najhitrejše rastočo podjetje v Sloveniji. Dewesoft se je leta 2012 še bolj razširil in svoje pisarne odprl v Nemčiji in Združenih državah Amerike. Leta 2013 so predstavili izdelek KRYPTON, instrument za pridobivanje podatkov na terenu, ki temelji na tehnologiji  EtherCAT. Podjetje je organiziralo tudi drugo mednarodno merilno konferenco, ki je tokrat prvič gostila več kot 100 strokovnjakov za merjenje iz vsega sveta. 2014 je Dewesoft prejel tudi ISO certifikat po standardih 9001 in 14001, Slovenska gospodarska zbornica pa je podjetju podelila tudi nagrado za podjetniške in poslovne dosežke. Leta 2015 so odprli nove pisarne na Tajvanu in pridobili predstavnike v 38 državah po vsem svetu. Predstavili so sistem za pridobivanje podatkov R2DB, ki je kompakten, mobilen in vsebuje vgrajeni zapisovalnik podatkov in računalnik za obdelavo le teh. Istega leta so gostili tudi tretjo mednarodno merilno konferenco, tokrat v Laškem. Konference se je udeležilo več kot 200 strokovnjakov za merjenje iz vsega sveta. Prav tako so predstavili novo programsko opremo za zbiranje podatkov imenovano Dewesoft X2, ki jo je kasneje, leta 2014, Automotive Testing Technology International Magazine razglasil za inovacijo leta. 2016 je podjetje predstavilo nove robustne sisteme za pridobivanje podatkov in za meritve na terenu z imenom KRYPTON ONE. Istega leta pa se je pričel tudi proces zamenjave lastništva, saj sta Knez in Orožen zaposlenim omogočila nakup delnic. Oprli so tudi neposredne prodajalne in pisarne za podporo v Braziliji. Leta 2017 je Dewesoft zgradil podjetniški pospeševalnik Katapult, ki je namenjen podpori lokalnih zagonskih podjetij, odprli pa so svoje pisarne tudi na  Švedskem in v Veliki Britaniji. 2018 je bilo leto četrte Dewesoftove mednarodne merilne konference o v Laškem, Slovenija . Gostili so več kot 400 strokovnjakov za merjenje iz vsega sveta, ki so razpravljali o prihodnosti tehnologije za pridobivanje podatkov. Na konferenci so gostili tudi Miss Slovenije. Istega leta so predstavili sistem za pridobivanje podatkov in nadzor v realnem času imenovan IOLITE, prav tako pa so odprli svoje pisarne v Belgiji, Danski, Indiji in Italiji . Leta 2019 je Dewesoft pridobil avstrijski podjetji TVE Elektronische Systeme GMBH in DEWEnet. NASA Tech Briefs Magazine pa je izdelek KRYPTON ONE razglasila kot izdelek meseca. V začetku leta 2020 Dewesoft napoveduje 5. mednarodno konferenco o merjenju Dewesoft 2020 v Laškem. Poleg tega pa so v Mehiki odprli svoje prve pisarne.

## Organizacija
Leta 2016 sta se lastnika podjetja Dewesoft, Knez in Orožen, odločila spremeniti lastništvo podjetja. Od takrat naprej, dvakrat letno, podjetje ponudi svojim zaposlenim odkup delnic. Te je mogoče kupiti le interno, zunanji vlagatelji so pri nakupu izključeni. Dewesoft je na takšen način postalo podjetje v 100-odstotni lasti zaposlenih in popolnoma samo-financirano.
Od leta 2010 podjetje razvija lastne programske rešitve in neodvisno proizvodnjo instrumentov za zbiranje podatkov. Razvoj, oblikovanje, preizkušanje in izdelava izdelkov tako poteka na njihovem sedežu v Sloveniji.
Leta 2017 je Dewesoft predstavil novo blagovno znamko Monodaq, ki ponuja merilne instrumente po nižji ceni.
Podjetje s svojim trgom pokriva države, ki ustvarjajo dve tretjini svetovnega BDP-ja. Njihovi najpomembnejši trgi so Nemčija, ZDA in Kitajska. Čeprav so osredotočeni predvsem na poslovanje z zunanjimi državi pa sodelujejo tudi z nacionalnimi podjetji predvsem na področju avtomobilske in vesoljske industrije. Dewesoft ima svoje pisarne in distributerje v 51 državah po vsem svetu. To so: Avstrija, Belgija, Češka, Danska, Finska, Francija, Nemčija, Italija, Luksemburg, Nizozemska, Poljska, Romunija, Rusija, Slovenija, Španija, Švedska, Švica, Turčija, Velika Britanija, Portugalska, Argentina, Brazilija, Kolumbija, Ekvador, Mehika, Panama, Združene države Amerike, Čile, Paragvaj, Urugvaj, Peru, Avstralija, Kitajska, Hongkong, Indija, Indonezija, Izrael, Japonska, Malezija, Nova Zelandija, Filipini, Singapur, Južna Koreja, Tajvan, Tajska, Vietnam, Alžirija, Egipt, Maroko, Tunizija in Južna Afrika.
Dewesoft je za odličnost podjetja prejel oceno Bisnode AAA.
Leta 2014 je prejel certifikat ISO 9001, leta 2018 pa certifikat ISO 14001. Ti standardi so zavezani najvišjim standardom kakovosti za razvojne in proizvodne procese.
Dewesoft zaposluje ljudi z različnimi poklici. Programski inženirji delajo s programsko opremo in razvijajo kodo za aplikacije in sisteme. Strojni inženirji načrtujejo merilne instrumente. Zaposlujejo tudi inženirje na področju avtomobilizma, vesoljskega in letalskega prometa, gradbenega inženirstva in energetike. Za razvoj in izdelav merilnih instrumentov skrbijo monterji. Testni inženirji preizkušajo programsko in strojno opremo. Podjetje ima na svojem sedežu tudi podporno ekipo. Prodajni inženirji s tehničnim znanjem skrbijo za prodajo izdelkov, trženjsko-komunikacijska ekipa pa skrbi za blagovno znamko Dewesoft, podpira pa tudi prodajalno ekipo. Vodje projektov prevzemajo projekte iz različnih držav, spletni razvijalci pa izdelujejo spletne aplikacije in strani.

## Produkti
Dewesoft je nastal kot podpora za razvoj programske opreme pri avstrijskemu podjetju Dewetron. Taje imel takrat že uveljavljen in trden položaj na trgu merilnih instrumentov in skupaj s programsko opremo Dewesoft so pridobili globalni trg. Dewesoft je cel začel sodelovati z vesoljsko agencijo NASA in jim nudil podporo pri razvoju novih, digitalnih vmesnikov. Nekaj let kasneje je podjetje začelo izdelovati lastne merilne instrumente. Leta 2008 so ustvarili svoj prvi merilni instrument, znan tudi kot DEWE-43, ki je od NASE prejel nagrado Produkt leta. S svojim naslednjim izdelkom, ki so ga poimenovali SIRIUS® pa je podjetje napredovalo še višje. Svojo linijo izdelkov so posodobili z novo generacijo merilnih instrumentov imenovanih KRYPTON®. Izdelki podjetja Dewesoft so zasnovani in izdelani na sedežu v Trbovljah. Približno 60 zaposlenih skrbi za razvoj idej, proizvajajo pa tudi nova elektronska vezja in ohišja instrumentov. Skupina je odgovorna tudi za posodobitve že obstoječe programske opreme.

### Strojna oprema za pridobivanje podatkov
Spodaj je seznam izdelkov podjetja Dewesoft, ki vključujejo standardne in robustne sisteme za pridobivanje podatkov, senzorje in vmesnike.
- SIRIUS® in SIRIUS® waterproof
- SBOX in SBOX Waterproof
- KRYPTON® in KRYPTON® ONE
- KRYPTON® CPU
- IOLITE®
- R1DB
- R2/R2DB/R2rt/R2-HUB
- R4/R4rt/R4-HUB
- R8/R8D/R8DB/R8B/R8rt
- DEWE-43A
- DS-MINITAURs
- vmesniki in senzorji
- dodatki

### Programska oprema za pridobivanje podatkov
Programska oprema je igrala pomembno vlogo v zgodovini Dewesofta, saj je bilo podjetje ponudnik programske opreme za zbiranje podatkov svojemu zavezniškemu partnerju Dewetronu. Leta 2001 je Dewesoft izdal svojo prvo programsko opremo, ki jo je imenoval Dewesoft 5.0 in je bila prodajana na trgih ZDA in Azije. Največji preboj v razvoju programske opreme pa se je zgodil leta 2011, ko so predstavili nov, prenovljen programski paket za zbiranje podatkov, imenovan Dewesoft X. S tem izdelkom je podjetje popolnoma opustilo podporo za programsko opremo tretjih oseb. Jedro programske opreme Dewesoft je bilo napisano v programskem jeziku Delphi, vendar je ta programski jezik počasi izgubljal priljubljenost med programerji. Kot nadomestek se je izkazal programski jezik C++, ki omogoča visoko hitrost in odzivnost. Po številnih posodobitvah in modifikacijah je Dewesoft kupcem strojne opreme začel ponujati svojo programsko opremo, brez kakršnih koli dodatnih stroškov in doživljenjsko garancijo na brezplačne posodobitve. Dewesoft X podpira vmesnike na spodnjem seznamu.
- Analogni podatki: IEPE / ICP, polnjenje, napetost, LVDT, tokovna upornost, termoelement, RTD
- Video kamere, visokohitrostne video kamere, IR termalne video kamere
- Navigacijski GPS / GNSS

### Aplikacije
Dewesoftovi sistemi za zajemanje podatkov so lahko uporabljeni za različne aplikacije, ki jih najdete na seznamu spodaj.
- Testiranje vozil
- Moč in energija
- Analiza vibracij
- Strukturna dinamika
- Akustika
- Vesolje in obramba

## Skupnost

### Katapult
Podjetje Dewesoft je v Trbovljah, poleg svojega sedeža ustanovilo podjetniški pospeševalnik Katapult. Ta je bil ustanovljen z idejo, da pomaga mladim podjetnikom na prvih korakih po njihovi poslovni poti, predvsem v zasavski regiji. Mlada podjetja imajo tako na voljo infrastrukturo Katapultove stavbe, mentorstvo ter opremo podjetja Dewesoft. Katapult ponuja tudi pisarne, delovne in proizvodne prostore, konferenčno dvorano, kuhinjo in spalnice. Cilj Katapulta je zmanjšati stroške zagonskih podjetij z njihovo vključitvijo v skupne dobavne verige vseh sodelujočih podjetij. Cilj podjetja Dewesoft pa je privabiti podjetja, da razvijajo svoje lastne izdelke v Katapultu. Do zdaj najuspešnejša podjetja so More Than Beauty, Chipolo, Ironate Pizza, Zoyo Baby, Hillstrike, Spacelink in SOS school.

### Univerze
Podjetje sodeluje tudi z raziskovalnimi organizacijami, zlasti z Univerzo v Ljubljani in Univerzo v Mariboru. Dewesoft je leta 2016 od Univerze v Mariboru prejel slovesno listino za izjemne dosežke in zasluge pri znanstvenih raziskavah, ki so prispevale k razvoju Univerze v Mariboru. Podjetje v tem duhu organizira konference in usposabljanja za študente, ki vstopajo na svojo poklicno pot.